# Grafsnitt i datorseende
Grafsnitt har stor betydelse inom datorseende då det framgångsrikt kan lösa ett stort antal av de problem inom datorseende som kan formuleras som minimeringsproblem. Detta inkluderar problem så som segmentering, utjämning, och att hitta korrespondenser. Dessa minimeringsproblem kan approximeras med hjälp av att man löser maxflödesproblemet (vilket enligt Max-flöde, minsta-snitt ger det minsta snittet i grafen) .
Binära problem, till exempel brusreducering av en binär bild, kan lösas exakt. Övriga problem kan framgångsrikt lösas approximativt av en serie binära problem.